# Anastassija Wlassowa (Fußballspielerin)
Anastassija Alexandrowna Wlassowa (russisch Анастасия Александровна Власова; * 25. Juni 1996) ist eine kasachische Fußballspielerin.

## Karriere

### Vereine
Wlassowa begann 2015 ihre Karriere im Verein CSHVSM Almaty und spielte bis 2017. Danach wechselte sie 2019 zu Oqschetpes Kökschetau. Seit 2024 ist sie im Verein FK Aqtöbe aktiv.

### Nationalmannschaft
Seit 2017 ist Wlassowa Teil der kasachischen Frauen-Nationalmannschaft. Sie kam in mehreren Qualifikationsspielen zur FIFA-Frauen-Weltmeisterschaft 2019 sowie zu den Qualifikationen für die UEFA Women’s EURO zum Einsatz.